# Romellova ščitovka
Romellova ščitovka (znanstveno ime Pluteus romellii) je gliva iz rodu ščitovk (Pluteus).
Ime rodu Pluteus izhaja iz latinske besede 'pluteus', dob. »'pregrada', 'ograja', 'knjižna polica'«. Vrstni epitet romellii je bil izbran v čast švedskemu mikologu Larsu Romellu.

## Značilnosti
Klobuk ima premer od 1,5 do 5 cm. Na sredini je temno cimetasto rjav, proti robu je bolj rumenkast. Sprva konveksen nato sploščen. Blizu roba je gladek, na sredini je pogosto naguban. Meso klobuka je tenko, prosojno belo in čvrsto, z rahlim vonjem po redkvi.
Lističi so prosti, široki in razmeroma gosti, s številnimi vmesnimi lističi. Najprej so bele barve, kasneje  zaradi dozorevanja trosov postanejo rožnati.
Bet je rumenkaste barve, valjast, v dnišču širši in vzdolžno črtkan. V premeru ima 2–6 mm, visok je od 2–7 cm.

## Razširjenost in življenjski prostor
Je gniloživka. Raste od zgodnjega poletja do jeseni, posamično ali v manjših skupinah na dobro strohnelih, že davno odmrlih štorih ali zakopanih gnijočih odpadlih vejah, žagovini, sekancih in drugih olesenelih ostankih listavcev, zlasti bukve, jesena in javorja.

## Mikroskopske značilnosti
Trosni odtis je rožnate barve. Trosi so skoraj okrogli, prosojni in merijo 5–7 x 5–6 µm.

## Podobne vrste
- Rumena ščitovka (Pluteus leoninus) je v celoti v rumenih barvah.
- Olivnorumeni smetiščar (Bolbitius titubans) ima rjav trosni prah.

## Uporabnost
Užitna.

## Galerija slik
- Klobuk
- Lističi in bet
- Trosi